# Klaus Salmutter
Klaus Salmutter (* 3. Jänner 1984 in Graz) ist ein österreichischer Fußballspieler auf der Position eines Stürmers und Mittelfeldspielers.

## Karriere
Salmutter begann seine Laufbahn im Nachwuchs von Sturm Graz und wechselte kurzfristig zur Jugendmannschaft des FC Schalke 04. Nachdem er sich in Deutschland gut entwickelt hatte, wurde er auf Anraten vom damaligen Amateurtrainer Franco Foda wieder zu Sturm zurückgeholt. Am 22. April 2003 gelang ihm unter seinem, zum Trainer der Kampfmannschaft aufgestiegenen Förderer Foda sein Debüt in der österreichischen Bundesliga. Im selben Jahr feierte er bei der U-19 EM mit der österreichischen Auswahl den Gewinn der Bronzemedaille. Während dieses Turniers überzeugte das Nachwuchstalent mit guten Leistungen und wurde zum „Spieler des Turniers“ gewählt und wurde Torschützenkönig.
In der Saison 2005/06 entwickelte sich der Grazer allmählich zum Stammspieler in seiner Mannschaft und überzeugte mit sehr guten Leistungen – z. B. mit drei Toren beim 4:0-Erfolg der Grazer über den Titelanwärter Red Bull Salzburg am 4. März 2006 – den österreichischen Teamchef Josef Hickersberger. Dieser berief den bisherigen U-21-Teamspieler für das freundschaftliche Länderspiel gegen Kroatien am 23. Mai 2006 erstmals in den Kader der österreichischen Nationalmannschaft. Seinen ersten Teameinsatz feierte Salmutter am 15. November 2006, im letzten Spiel des ÖFB-Teams im Jahre 2006, beim 4:1-Sieg gegen Trinidad-Tobago.
Nach der Saison 2007/08 wechselte Salmutter nach sechs Jahren beim SK Sturm in die oberösterreichische Landeshauptstadt Linz zum LASK. Grund für seinen Wechsel nach Linz war, dass er ein neues Umfeld um sich haben wollte. Im Februar 2010 kehrte er aufgrund sportlicher Perspektivlosigkeit in Linz wieder zu seinem Stammverein Sturm Graz zurück. Sein zunächst bis Mai 2010 laufender Vertrag wurde am 27. April 2010 um zwei Jahre bis Saisonende 2012 verlängert. Am 10. Juni 2011 wurde jedoch bekannt, dass sich Salmutter aus persönlichen Gründen aus dem Profi-Fußball zurückzieht. Sein Vertrag wurde daraufhin aufgelöst. Es besteht jedoch die Option auf eine Rückkehr zum Verein bis 31. Mai 2012. Im Juni 2012, als der SK Sturm Graz den Kader für das Trainingslager in Illmitz bekannt gab, wurde außerdem verlautbart, dass der Vertrag mit Salmutter einvernehmlich aufgelöst wurde.
Am 13. Juni 2015 wurde bekannt, dass Salmutter einen Vertrag beim FC Gleisdorf 09 unterzeichnet hat und seine Karriere als Spieler in der Landesliga Steiermark (der 4. Spielklasse in Österreich) fortsetzt.

## Erfolge
- Österreichischer Cup-Sieger 2010 (Sturm Graz)
- Bronzemedaille bei der U-19-Europameisterschaft 2003
- Österreichischer Fußballmeister 2010/11